# Rémi Joseph Isidore Exelmans
Rémi Joseph Isidore Exelmans, 1.er Conde Exelmans (13 de noviembre de 1775 - 22 de junio de 1852) fue un distinguido soldado francés de las Guerras Revolucionarias y las Guerras Napoleónicas, y también una figura política del siguiente período.

## Vida

### Primera etapa de su carrera
Nacido en Bar-le-Duc, Lorena, entró en el ejército a los 16 años, alistándose como voluntario en el 3.er batallón del Ejército Revolucionario Francés del Mosa (1791). Llegó a ser teniente en 1797, y en 1798 se convirtió en ayudante de campo de Jean Baptiste Eblé, y en el siguiente año de Jean-Baptiste Broussier.
En su primera campaña en la Península Italiana se distinguió mucho; y en abril de 1799 fue recompensado por sus servicios con el grado de capitán de dragones. En el mismo año tomó parte con honor en la conquista del Reino de Nápoles y fue ascendido de nuevo, y en 1801 llegó a ser el ayudante de campo de Joaquín Murat.

### Ayudante de Murat
Durante el Primer Imperio Francés acompañó a Murat en las campañas contra la tercera y cuarta coaliciones (en el Imperio austríaco, Prusia, y Polonia, 1805-1807). En el paso del Danubio, y en la acción de Wertingen, se distinguió especialmente; fue nombrado coronel por la valentía que demostró en la batalla de Austerlitz, y general de brigada por su conducta en la batalla de Eylau (1807).
En 1808, durante la Guerra de Independencia española, acompañó a Joaquín Murat a España, pero fue hecho prisionero allí por tropas británicas, y llevado a Inglaterra. Al recuperar su libertad en 1811 fue a Nápoles, donde Murat, que era el rey, lo designó gran señor de la caballería. Exelmans, sin embargo, se reincorporó al ejército francés en la víspera de la invasión napoleónica de Rusia, y en el campo de Borodino ganó el grado de general de división.

### 1813-1815
En la retirada de Moscú, su inquebrantable valentía fue notablemente manifestada en varias ocasiones. En 1813 fue nombrado gran oficial de la Legión de Honor, por sus servicios en la campaña de Sajonia y Silesia en la Sexta Coalición, y en 1814 fue señalado por su papel en la Campaña de los Seis Días.
Cuando ocurrió la primera Restauración Borbónica, Exelmans conservó su posición en el ejército. En enero de 1815 fue juzgado en la acusación de tener relaciones traidoras con Murat, pero fue absuelto. El regreso de Napoleón de Elba (los Cien Días) hizo a Exelmans par de Francia, y lo puso al mando del II Cuerpo de Caballería durante la campaña de Waterloo. El 16 de junio el cuerpo participó en la batalla de Ligny y dos días después en la batalla de Wavre. En las últimas operaciones cerca de París, ganó gran distinción el 1 de julio en la batalla de Rocquencourt donde unidades bajo su mando destruyeron la brigada de húsares prusiana bajo el mando del coronel von Sohr.

### La Restauración, la Monarquía de Julio, y el Segundo Imperio Francés
Después de la segunda Restauración Borbónica censuró, en la Cámara de los Pares, la ejecución del mariscal Ney como un abominable asesinato; más tarde, vivió en el exilio en el sur de los Países Bajos y Nassau por algunos años, hasta 1819, cuando fue llamado de Francia.
En 1828 fue designado inspector general de caballería; y después de la Revolución de julio de 1830, recibió del rey Luis Felipe la Gran Cruz de la Legión de Honor, y fue rehabilitado como par de Francia.
En la Revolución de 1848 Exelmans fue uno de los partidarios de Luis Napoleón; en reconocimiento a su larga y brillante carrera militar, fue ascendido a la dignidad de mariscal de Francia en 1851 (bajo el Segundo Imperio Francés). Su muerte fue el resultado de una caída de su caballo.